# ファニー・ヒル
『ファニー・ヒル』（Fanny Hill）、または『ある遊女の回想記』（Memoirs of a Woman of Pleasure）は、ジョン・クレランドによる小説である。クレランドがロンドンの債務者監獄に収監されていた1748年に獄中で執筆されたもので、最初の近代的性愛文学と見なされており、好色文学に対する検閲との戦いの代名詞となっている。

## 刊行の歴史
この小説は、1748年11月と1749年2月に2分冊の形で刊行された。当初、この小説に対して政府はなんら反応を示さなかったが、第1分冊の刊行後1年を経た1749年11月、クレランドと版元の出版者が逮捕され、「王国国民を堕落させた」罪で罰金を科せられた。法廷においてクレランドはこの小説を破棄することを誓い、本作は公的に社会から抹殺された。しかし、この本の人気は高まりを見せていたため、海賊版が流布するようになった。特記すべき点は、男性同士の同性愛をファニーが壁の隙間から覗いている場面を描いたエピソードが新たに挿入されたことである。クレランドは問題箇所を削除した修正版を1750年3月に刊行し、この新版のためにまたしても起訴されているが、この告訴はやがて取り下げられた。J・H・プランプなど一部の文学史家は、このときの告訴は「男色」の場面を収録した海賊版に起因するものではないかとの仮説を立てている。
19世紀にはアンダーグラウンドで本作が売買されるようになり、アメリカ合衆国でも出回るようになっていたが、1821年に発禁処分を受けた。
1963年にもジョージ・P・パットナムが"ジョン・クレランド作『ある遊女の回想記』"の題で本作を出版しているが、やはり即座に猥褻物頒布の罪で発禁となっている。出版者は法廷でこの処分に対して異議を申し立てている。
1966年、合衆国最高裁判所は『回想』対マサチューセッツ州事件 (Memoirs v. Massachusetts) に対して、この発禁小説はロス基準（アメリカのポルノ出版業者サミュエル・ロスの名にちなむ。ロス対合衆国事件 (Roth v. United States) で決定された、猥褻文書か否かを判定する基準）を満たさず猥褻文書には当たらないものとするという画期的な判決を下した。
エリカ・ジョングが1980年に発表した小説『ファニー』では物語がファニーの視点から語られており、登場人物の1人として作中に現われるクレランド自身が、私の人生を小説のネタにするなんてとファニーから文句を言われるという筋書きになっている。

## あらすじと要点解説

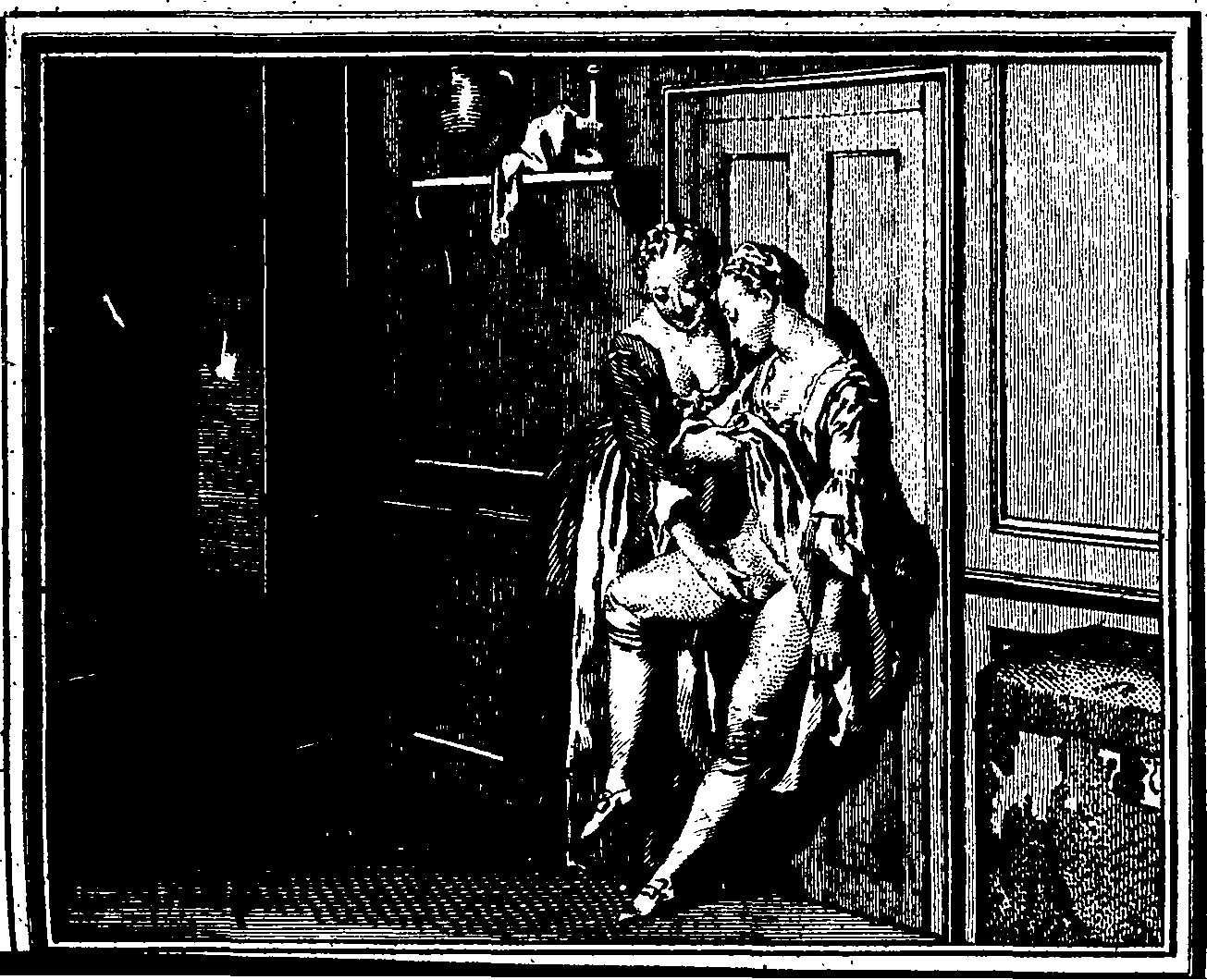
『ファニー・ヒル』挿画（1766年）。

この小説は、題名と同じファニー・ヒルという名の登場人物をめぐる物語である。彼女は貧しい田舎娘で、貧困のために故郷を離れて街へ出ることを余儀なくされる。都会で騙された彼女は売春宿で働かされることになるが、処女を失う前に、恋に落ちたチャールズという男と連れ立って売春宿を逃げ出す。同棲をはじめて数ヵ月後、チャールズは突然父親によって国外へ送り出されることとなり、ファニーは都会で生き延びるために次の恋人を探さざるをえなくなる。
本作において特筆に値し、革新的であるとさえいえることは、クレランドの筆致が機知と教養に富んでおり、古典文学的な傍白に満ちていることである。また、ファニー自身がロクサーナやモル・フランダーズ（いずれもダニエル・デフォーによる同名のピカレスク小説の女主人公）とは違って悔悟の念を見せないという特色も挙げられる。彼女は売春宿でセックスの手ほどきを受け、搾取されているという自覚は持ちながらも後悔することはない。その上、ファニーは悪女としても振舞ってみせる。娼婦としての彼女は、最低でも貴族階級の裕福な男たちの前にしか姿を現さない。サミュエル・リチャードソンやダニエル・デフォーは屈従を強いられた女たちの物語を過去に書いており、彼らは危険でエロティックな情景が繰り広げられているのだと窺わせるに十分な視覚的描写を用いてはいるが、いずれもヒロインたちに女の喜びを得させるものではなかった。彼らはそうした状況に置かれた女主人公に一切の喜びを与えなかったが、クレランドはそれをやってのけた。

## 映画化
本作はその悪名高さにより（また著作権切れになっているため）何度となく映画化がなされてきた。その一部を列記する。
- Fanny Hill （USA／西ドイツ、1964年）、出演： Leticia Roman, Miriam Hopkins, Ulli Lommel, Chris Howland; 監督：ラス・メイヤー, Albert Zugsmith （クレジットなし）[1]
- Fanny Hill （スウェーデン、1968年）、出演 Diana Kjar, Hans Ernback, Keve Hjelm, Oscar Ljung; 監督： マック・アールバーグ[2]
- Fanny Hill （西ドイツ／イギリス、1983年）、出演： Lisa Foster, オリヴァー・リード, ウィルフリッド・ハイド＝ホワイト, シェリー・ウィンタース; 監督： Gerry O'Hara[3]
- Paprika （イタリア、1991年）、出演： Deborah Caprioglio, Stephane Bonnet, Stephane Ferrara, Luigi Laezza, Rossana Gavinel, Martine Brochard and John Steiner; 監督：ティント・ブラス[4]
- Fanny Hill （アメリカ合衆国、1995年）、監督： Valentine Palmer[5]
- BBCでの公開用に、Andrew Daviesによる翻案作品 "Fanny Hill" が製作中である（2006年5月）[6]。

## ポピュラー・カルチャーにおける本作への言及
- アラン・ムーアのアメリカン・コミックス『リーグ・オブ・エクストラオーディナリー・ジェントルメン』の第1巻中の描写において、紅はこべやその妻マルグリート・ブレイクニー、キャプテン・クレッグ、ナッティ・バンポー、レミュエル・ガリヴァーらと並んで、ファニー・ヒルが18世紀に結成された2代目怪人連盟の一員として言及されている。ムーアはこの2代目連盟についての作品も書くつもりだと述べていた。映画ヴァージョンではメンバー全員が男性で、ファニーはこの連盟に名を連ねてはいない。
- トム・レーラーの楽曲 "Smut" においてもこの小説への言及が存在する。
- デビッド・ニーベンとローラ・アルブライトによる1968年の映画 "The Impossible Years" に、『ファニー・ヒル』への冗談交じりの言及がある。映画の中の1シーンにおいて、ニーベン扮する登場人物の下の娘が『ファニー・ヒル』を読んでいるのだが、年上の娘のリンダは明らかにクレランドのようなセンセーショナリズムは卒業しており、代わりにサルトルを読んでいるというものである。
- 1968年の映画 "Yours, Mine and Ours" では、ヘンリー・フォンダの演じるフランク・ビアズリーが義理の娘に父親らしいアドバイスを与えようと思って『ファニー・ヒル』をもちだす。彼女のボーイフレンドが彼女にセックスをしようと迫ったとき、フランクは自分も同じ年頃には同じことをやろうとしたものだと告げる。昔と一緒にしないでよと答えようとした娘に彼は述べた。「なんていうのかな、1742年（原文ママ）に『ファニー・ヒル』が書かれて以来、人類は何も新しい発見をしてないんだよ」。
- 1971年放送の連続テレビドラマ『おれは男だ!』第25話では京唄子の演じる明石さくら校長が抜き打ちの所持品検査で女子生徒から『ファニー・ヒル』の文庫本を没収するというシーンがある。
- 2006年から2007年にかけ公演したブロードウェイのミュージカル "Grey Gardens" の第1幕で、『ファニー・ヒル』がコメディ風に言及される。若きジュディス・ブーヴィエ・ビール（またの名をリトル・エディ）は、母親のエディス・ブーヴィエ・ビール夫人（またの名をビッグ・エディ）によって自分の不品行の噂を婚約者に告げられるという窮地に立たされる。ジョセフ・P・ケネディ・ジュニア（ジョン・F・ケネディの長兄）は、リトル・エディが自分以外の男とすでに肉体関係をもっていたかもしれないことを知る1941年までのあいだ、リトル・エディと婚約していたと伝えられている。リトル・エディはジョー・ケネディに婚約を破棄しないよう嘆願し、父親が帰ってきて場の混乱を収拾し、彼女の身持ちを保証してくれるまで待ってほしいと願う。リトル・エディが『ファニー・ヒル』に言及しながら歌うミュージカル・ラインは以下の通りである。「他の娘たちが『ファニー・ヒル』を読んでるあいだ / 私はドッッ・トッックヴィィル（De - Toc - que - ville）を読んでいたのに!」

## 主な日本語訳
- 『情婦ヒル』（松戸淳訳、世界艶笑文庫第2集） 1951、のち論創社 2004
- 『ファニー・ヒル』（吉田健一訳、河出書房新社） 1993、のち河出文庫 1997
- 『ファニー・ヒル 一娼婦の手記』（中野好之訳、ちくま文庫） 1994
- 『ファニー・ヒル 快楽の女の回想』（小林章夫訳、平凡社ライブラリー） 2012
- 『ファーニィ・ヒル』（江藤潔訳、角川文庫）- 電子書籍版（KADOKAWA）で再刊 2014